# Lumpenus sagitta
Lumpenus sagitta és una espècie de peix de la família dels estiquèids i de l'ordre dels perciformes.

## Descripció
- Fa 51 cm de llargària màxima i és de color verd pàl·lid al dors i crema al ventre.
- 66-72 espines i cap radi tou a l'aleta dorsal.
- 1 espina i 45-50 radis tous a l'aleta anal.
- Aleta caudal estreta amb l'extrem oval i lliure. Aleta anal, de vegades, absent. Aletes pectorals grans.
- Presenta ratlles o taques a la part superior dels flancs.
- Revestiment de la boca clar.[8][9][10]

## Depredadors
A Rússia és depredat per Hemitripterus villosus, a Alaska per Gadus macrocephalus i Hippoglossus stenolepis, i a altres àrees dels Estats Units per Leptocottus armatus.

## Hàbitat i distribució geogràfica
És un peix marí, bentopelàgic (fins als 425 m de fondària) i de clima temperat, el qual viu al Pacífic nord: des del mar del Japó i Sakhalín (Rússia) fins a l'illa de Sant Llorenç (el mar de Bering), l'illa Adak (les illes Aleutianes), Alaska, la costa pacífica del Canadà (la Colúmbia Britànica) i San Francisco (Califòrnia).

## Observacions
És inofensiu per als humans, la seua longevitat és de 8 anys i, de vegades, és capturat emprant cucs marins com a carnada.